# Kuyubaşı, Batman
Kuyubaşı là một xã thuộc thành phố Batman, tỉnh Batman, Thổ Nhĩ Kỳ. Dân số thời điểm năm 2011 là 4.628 người.